# Bielorussia all'Eurovision Young Musicians
La Bielorussia ha debuttato all'Eurovision Young Musicians 2010, svoltosi a Vienna, in Austria, partecipando anche all'edizione successiva, riuscendo in entrambe le occasioni a qualificarsi per la serata finale. Dal 2014 non ha più espresso il desiderio di tornare a competere.

## Partecipazioni
- Primo posto
- Secondo posto
- Terzo posto

| Anno                                    | Artista                | Strumento   | Canzone | Posizione | Posizione  |
| Anno                                    | Artista                | Strumento   | Canzone | Finale    | Semifinale |
| --------------------------------------- | ---------------------- | ----------- | --- | --------- | ---------- |
| 2010                                    | Ivan Karizna           | Violoncello | 1) Concerto in C Maggiore per Violoncello e Orchestra, 3rd mvt di Joseph Haydn | F         | N.A.       |
| 2012                                    | Aleksandra Dzenisenija | Cimbalom    | 1) Carmen "Fantasie", basata sui temi dell'Opera di Georges Bizet, di Franz Waxman 2) Blow light wind, blow! (adattamento di una canzone popolare bielorussa), di Valery Zhyvalievski 3) Сsardas, di Alexander Tsygankov 4) Concertino, di Vladimir Kurjan (serata finale) | F         | N.A.       |
| Nessuna partecipazione dal 2014 al 2024 |                        |             | |           |            |